# شاخص راسل ۲۰۰۰
شاخص راسل ۲۰۰۰ (انگلیسی: Russell 2000 Index) بازار ۲۰۰۰ سهام پایین شاخص راسل ۳۰۰۰ است. این شاخص توسط FTSE راسل، که زیرمجموعه گروه بورس سهام لندن است، نگهداری می‌شود. راسل ۲۰۰۰ از شایع‌ترین معیار برای صندوق سرمایه‌گذاری مشترک است که به عنوان ارزش بازار شناسایی می‌کنند در حالی که شاخص S&P 500 برای سهام سرمایه‌گذاری بزرگ استفاده می‌شود.